# Дуніни-Борковські

Родовий герб Дуніних-Барковських

Дуніни-Борковські — польський шляхетсько-магнатський рід, гілка роду Дуніних.
До цього роду належали, зокрема, учений-мінералог і геолог, громадський діяч, літератор, бібліофіл, мандрівник Станіслав Ян Дунін-Борковський (1782—1850), дослідник польської генеалогії, укладач «Блакитного альманаху» Єжи Север Дунін-Борковський (1856—1908), польський консервативний політик, державний діяч, публіцист Пйотр Дунін-Борковський (1890—1949), філософ-єзуїт Збігнев Станіслав Марцін Дунін-Борковський (1864—1934).
На Личаківському цвинтарі у Львові збереглися дві каплиці Дунін-Борковських. В одній із них (давнішій), окрім фундатора, графа Леонарда Вінцентія Дунін-Борковського, спочивають його рідний брат Станіслав Ян Дунін-Борковський (1782—1850), сини від другої дружини графині Ельжбети Красінської: Станіслав (1818—1884) і Северин (1824—1872), племінник Юзеф (1809—1843).

## Українська гілка Дуніних-Барковських
Українська гілка Дуніних-Барковських веде свій початок від Василя Дунін-Борковського. Після укладення Андрусівського договору між Річчю Посполитою та Московським царством (1667), аби не втратити свої землі на Лівобережній Україні, яка, згідно з цією угодою, вийшла з-під польської влади, він перейшов з римо-католицтва на православ'я й пішов на службу до Війська Запорозького. Був одружений з Марією Василівною Шубою, мали двох синів.
Насправді так: Василь, син Каспера і онук Андрія Дунін-Борковський, а не Касперович (Андрійович). А Каспер Андрійович, полковник королівських військ — син Андрія Яковича, коронного писаря любіянського. А Андрій, дід Василя Касперовича, син графа Яна Дунін-Борковського, власника сіл Борковіце (Borkowice) і Вельке Скшинно (Wielkie Skrzynno). А Ян Дунін-Борковський — син Павла Адамовича, власник Борковіц і Сульгостува, полководець військ імператора Карла V, затверджений королем у графському достоїнстві, отримав титул графа Священної Римської імперії.
До української гілки належать, зокрема, єпископ Чернігівський Інокентій Дунін-Борковський і Петро Дунін-Борковський (1822—1846), український поміщик, чоловік художниці Глафіри Псьол, знайомий Тараса Шевченка.
У центрі Києва, за адресою вул Чикаленка, 22-а, зберігся особняк, який у 1874-1912 роках належав Дуніним-Брковським.

## Вшанування пам'яті
У Львові упродовж 1901—1946 років у місцевості Новий Світ була вулиця на честь відомого шляхетського роду Дунін-Борковських (нині — вулиця Максима Залізняка).